# Blepharocalyx eggersii
Blepharocalyx eggersii là một loài thực vật có hoa trong Họ Đào kim nương. Loài này được (Kiaersk.) Landrum mô tả khoa học đầu tiên năm 1986.